# U-Boot Tipo I
L'U-Boot Tipo I A (in tedesco U-Boot Typ I A) fu la prima classe di U-Boot adatti alla navigazione oceanica e concepiti per operare a grande distanza. Per questo motivo furono varati successivamente agli U-Boot Tipo II il cui utilizzo a corto raggio li aveva resi prioritari.
Considerati un progetto poco riuscito a causa della scarsa manovrabilità e del lungo tempo di immersione, ne furono realizzati solo due esemplari (U 25 e U 26) che entrarono in servizio nella Kriegsmarine all'inizio del 1936. Nonostante lo scarso successo, il progetto del Tipo I A fu alla base dei progetti successivi di U-Boot, in particolare per le classi Tipo VII e Tipo IX.
Le due unità furono impiegate prevalentemente per l'addestramento e come strumento della propaganda nazista fino al 1939, quando - con l'inizio della seconda guerra mondiale - presero parte, seppur brevemente, alla cosiddetta Battaglia dell'Atlantico (1939-1945).
In questo lungo conflitto navale, l'azione degli U-Boot mirava soprattutto a isolare l'Inghilterra bloccando i rifornimenti provenienti, via cargo, prevalentemente dal Nord America.

## Missioni belliche e destino finale

### U 25
L'U 25 partecipò a cinque missioni, tra l'ottobre del 1939 e l'agosto del 1940, affondando sette navi da trasporto e una nave scorta, il mercantile armato inglese HMS Scotstoun.
Tra aprile e maggio del 1940, l'unità venne impiegata nel Mare del Nord e presso le coste centro-occidentali della Norvegia nell'ambito dell'Operazione Weserübung.
Al 1º agosto di quell'anno risale l'ultima posizione nota dell'U-Boot che di seguito venne dichiarato disperso.
La ricostruzione più accreditata è che sia affondato, assieme a tutto l'equipaggio, in alto mare a nord della città olandese di Terschelling, approssimativamente alle coordinate 54°14'N e 5°7'W, per la collisione con una mina navale. Rimangono non chiarite, tuttavia, le dinamiche dell'affondamento e se la collisione sia avvenuta con una propria mina (l'unità doveva effettuare un'operazione di dispiegamento di mine antinave) o attraversando un campo minato che era stato steso in quella zona dai cacciatorpediniere inglesi il 3 agosto.

### U 26
L'U 26 partecipò a sette missioni, tra la fine di agosto del 1939 e il giugno del 1940, affondando in tutto undici navi e danneggiandone due. Nell'ultima missione attaccò il convoglio alleato OA-175 affondando, nello stesso giorno, tre navi da trasporto (Frangoula B Goulandris, Merkur e Belmoira) e danneggiandone una (il cargo inglese Zarian).
Intercettato, dopo l'attacco, da due navi nemiche, lo sloop da guerra HMS Rochester e la corvetta HMS Gladiolus, venne colpito da quest'ultima con delle cariche di profondità. Il sommergibile tedesco, impossibilitato a mantenere l'immersione a causa dei danni subiti, fu costretto ad emergere per essere nuovamente bombardato da una squadriglia di Short S.25 Sunderland della RAF.
Oramai condannato, l'U 26 venne abbandonato e affondò il 1º luglio 1940 al largo delle coste sud-occidentali dell'Irlanda alle coordinate 48°03'N e 11°30'W. L'intero equipaggio (48 uomini) fu tratto in salvo e preso prigioniero dalla HMS Rochester.